# Ryszard Żuchowski
Ryszard Gerard Żuchowski (ur. 12 listopada 1944 w Grudziądzu, zm. 25 kwietnia 2019 tamże) – polski dowódca wojskowy, generał brygady Wojska Polskiego.

## Życiorys
Syn Czesława i Elżbiety. Absolwent II Liceum Ogólnokształcącego im. J. Sobieskiego w Grudziądzu, które ukończył w 1962 r. Służbę wojskową rozpoczął jako słuchacz w Oficerskiej Szkole Wojsk Inżynieryjnych we Wrocławiu. Pierwsze stanowisko służbowe objął w 5 Brygadzie Saperów w Szczecinie jako dowódca plutonu saperów, kolejno obejmując stanowisko dowódcy kompanii saperów, szefa sztabu batalionu budowy mostów i następnie jego dowódcy w tej samej jednostce. Po ukończeniu studiów w WAI ZSRR w Moskwie, został starszym oficerem oddziału operacyjnego w Dowództwie Śląskiego Okręgu Wojskowego we Wrocławiu. Następnie był szefem sztabu 2 Brygady Saperów i zastępcą szefa Wojsk Inżynieryjnych POW. W 1982 roku brał udział w akcji ratowniczej podczas powodzi na Wiśle w rejonie Płocka, a następnie został wysłany na studia dla wyższych dowódców w Akademii Sztabu Generalnego Sił Zbrojnych ZSRR. W latach 1984–1987 dowodził 2 Brygadą Saperów. W 1987 roku został wyznaczony na szefa Wojsk Inżynieryjnych WOW, a w latach 1996–2003 pełnił obowiązki szefa Wojsk Inżynieryjnych Sztabu Generalnego Wojska Polskiego.
W październiku 2000 r. na I Kongresie Stowarzyszenia Saperów Polskich został wybrany prezesem tego stowarzyszenia.
Po odejściu w stan spoczynku w 2003 r. został wykładowcą przedmiotów z zakresu Bezpieczeństwa Narodowego w Akademii Morskiej w Szczecinie oraz Wyższej Szkole Zarządzania Personelem w Warszawie.
Autor wielu publikacji i wydawnictw w tym wydanej w 2009 monografii „Sylwetki saperów. Kolejne pokolenia”.

## Awanse
- generał brygady – 15 sierpnia 1997

## Odznaczenia
- Krzyż Komandorski Orderu Odrodzenia Polski (2001)[4]
- Krzyż Oficerski Orderu Odrodzenia Polski
- Krzyż Kawalerski Orderu Odrodzenia Polski
- Srebrny Krzyż Zasługi
- Złoty Medal „Siły Zbrojne w Służbie Ojczyzny”
- Złoty Medal „Za zasługi dla obronności kraju”